# Lucius Domitius Ahenobarbus (Kr. e. 94)
Lucius Domitius Ahenobarbus (? – Róma, i. e. 82) római politikus, az előkelő, plebeius származású Domitia gens Ahenobarbus-ágához tartozott. Édesapja, Cnaeus, i. e. 122-ben consul volt. Fivére, Cnaeus szintén elérte ezt a rangot.
I. e. 96 körül praetor volt Szicíliában. Egy alkalommal keresztre feszített egy vadkant lándzsával leterítő rabszolgát, mivel az megszegte a nemrég hozott törvényt, amelynek értelmében rabszolga nem hordhatott magánál semmilyen fegyvert. i. e. 94-ben consul volt. Marius és Sulla polgárháborújában az utóbbi pártján állt, ezért Lucius Junius Brutus Damasippus praetor később meggyilkolta az ifjabb Marius parancsára.